# Juziers
Juziers település Franciaországban, Yvelines megyében. Lakosainak száma 4040 fő (2022. január 1.). Juziers Aubergenville, Brueil-en-Vexin, Flins-sur-Seine, Gargenville, Mézy-sur-Seine és Oinville-sur-Montcient községekkel határos.

## Népesség
A település népességének változása:
| Lakosok száma | 3851 | 3789 | 3801 | 3820 | 3873 | 3843 | 3912 | 3976 | 4040 |
|               | 2013 | 2015 | 2016 | 2017 | 2018 | 2019 | 2020 | 2021 | 2022 |